# 小柳津要人
小柳津 要人（おやいづ かなめ、弘化元年2月15日（1844年4月2日） - 1922年（大正11年）6月21日）は、明治・大正期の実業家、武士（岡崎藩士）。丸善の専務取締役社長を務めた。

## 経歴
三河国岡崎にて岡崎藩士・小柳津宗和の長男として生まれる。幼少時は志賀重昂の父重職の下で学ぶ。岡崎藩主・本多忠民に仕え藩の要人となる。
1863年（文久3年）、西洋流大砲方の命を受けて江戸にのぼったが、英書を学ぶ必要を感じて大鳥圭介の塾縄武館に入る。また中浜万次郎に師事し、兵学・洋学の手ほどきを受けた。同年秋より開成所に転じ、英学得業士となる。
1868年（慶応4年）の戊辰戦争時には、志賀熊太に血判状を提出した後に脱藩して遊撃隊に加わる。1868年（明治元年）箱館に向かい、同地において官軍と戦い負傷する。五稜郭を嬰守するに至りて事のなすべからざるを知り、江戸に護送され、岡崎で謹慎を命ぜられる。
1870年（明治3年）に上京、英学者乙骨太郎乙の学僕となる。大学南校で学び慶應義塾に転じるも、廃藩置県により藩費が途絶したため、1872年（明治5年）、九州の柳川英学校に英語教師として赴任する。同年中に岡崎に戻り英語塾を開いた。
1873年（明治6年）1月、横浜丸屋商店（丸善の前身）に入社。1877年（明治10年）3月、大阪支店の支配人となる。1892年（明治15年）7月、東京支社に転ずる。
1900年（明治33年）2月、丸善取締役社長に就任。1916年（大正5年）まで同社の社長を務めた。また、大日本図書株式会社の重役や東京書籍の監査役にも就いている。 1922年（大正11年）6月21日、死去。78歳没。1961年（昭和36年）7月1日、岡崎市名誉市民に推挙される。墓所は青山霊園にあったが、墓じまいされ立体埋蔵施設2区に移された。

## 人物
- 1882年（明治15年）8月、最初の新体詩集とされる『新体詩抄』が丸屋善七（現・丸善）から刊行された。同書の刊行は、著者の一人外山正一から恩を受けていた小柳津の快諾により実現したという[1]。

- 丸善社長時代、小柳津は洋書の輸入販売に力を入れ、内外に信用を得て「洋書の丸善」の基礎を確立した。その実績は海外にも知られ、当時イギリスで出版された『世界実業家人名録』にも名が載った[1]。

- 1912年（大正元年）8月5日、郷里岡崎で岡崎町立通俗図書館（現・岡崎市立中央図書館）が開館。創立当時の蔵書の多くは小柳津が寄贈したものであった[4][1]。